# Sinflorescencia

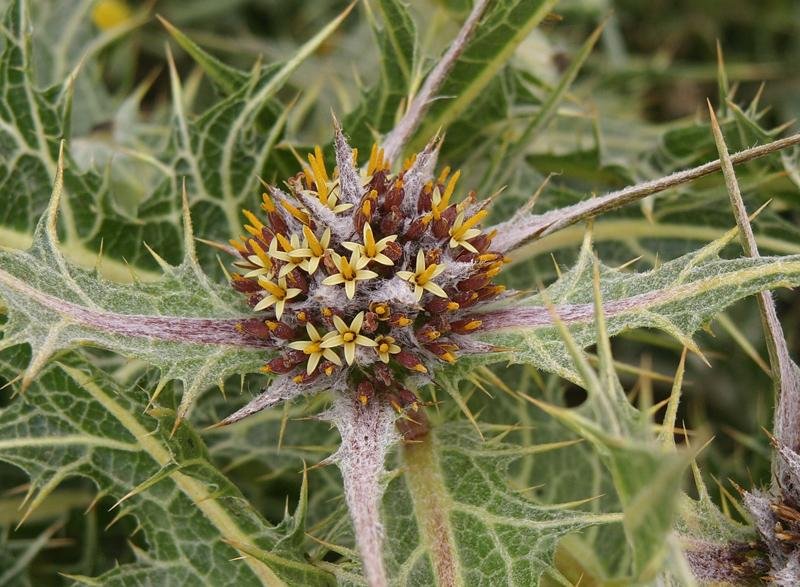
Sinflorescencia (capítulo de orden) de Gundelia tournefortii.

- Nota importante: el término synflorescence, en inglés, es «un falso amigo», pues es un sinónimo de inflorescencia, no de sinflorescencia.

En botánica, se llama sinflorescencia a una aglomeración de capítulos individuales en un receptáculo secundario y rodeado por un involucro secundario, por ejemplo Lagascea (Asteraceae tribu Heliantheae), Elephantopus (tribu Vernonieae), Sphaeranthus (tribu Inuleae), Hecastocleis shockleyi (subfamilia Hecastocleidoideae, Asteraceae)
Existen también "sinflorescencia de sinflorescencias", lo que es el caso, por ejemplo, del muy particular género Gundelia (Asteraceae, Cichorieae, Scolyminae).
También llamado syncalathium (no confundir con el género Syncalathium que es un taxón de la familia Asteraceae, subtribu Crepidinae, endémico del Tíbet).